# 楊琳
楊 琳（ヤン リン、8月7日‐）は、OSK日本歌劇団の元男役トップスター。神奈川県横浜市出身。O型 

## 略歴
神奈川県横浜市出身で、華僑の家柄。本名は芸名に同じ。日本芸術高等学園卒業。
東京アートスクールにてレッスンを積み、2004年、高校3年時の宝塚音楽学校受験の際、他のスクール生（凛城きら、瀬音リサ、彩凪翔ら）とともに日本テレビ「ザ・ワイド」で密着取材を受けるが、彼女は不合格に終わった。翌2005年にNewOSK日本歌劇団研修所（当時）に入所。第83期生。同期に恋羽みうがいる。
2007年、研修所を卒業しNewOSK日本歌劇団（当時）に入団。同年大阪松竹座『春のおどり』で初舞台を踏む。
2009年4月から9月まで関西テレビ「ノッテ・フェリーチェ〜楽しい夜のショッピング〜」にリポーターとしてレギュラー出演していた。
2011年、大阪市のゲストハウス「オ・セイリュウ」で初めて行われたショー『トレジャー・ダンシング』で初主演。
その後も着実に主演・メインキャストなどの経験を積み、2017年には3番手男役に浮上。同年秋のたけふ菊人形公演『OSKシンフォニー』で長期公演の座長を務める。
2018年、元トップスター・高世麻央の退団に伴い、2番手男役に昇格。
2020年2月15日、2020年7月31日をもってトップスター・桐生麻耶が特別専科へ移籍し、翌8月1日よりトップスター就任となる予定であった。しかし同年の新型コロナウイルス感染症流行の影響で3月から9月までの公演が中止の事態となり、桐生麻耶の特別専科への移籍が2021年3月31日に変更されたことにより、2021年4月1日がトップスターの就任日となった。
2024年1月23日、トップスター「楊琳」・娘役トップスター「舞美りら」の退団が決定したことが発表された。2024年4月大阪松竹座「レビュー 春のおどり」、7月京都南座「レビュー in Kyoto」、8月新橋演舞場「レビュー夏のおどり」をもってOSK日本歌劇団を退団した。

## 主な舞台
研修生時代
- 2005年12月、世界館『Winter Prelude』（舞台実習出演：聖歌隊）
- 2006年4月、大阪松竹座・名鉄ホール『春のおどり　義経桜絵巻／ハッピー・ゲーム～人生は素晴らしいゲーム!～』（舞台実習出演）
- 2006年9月、大阪松竹座『秋のおどり　MOVE ON!!　なにわ祭り抄　躍る道頓堀／BE ON THE ROADE』（舞台実習出演）
- 2007年3月、世界館『83期卒業公演　VOYAGE!～ドレーク船長の夢～』（エルマー役）

入団後
- 2007年4月、大阪松竹座『春のおどり～桜咲く国2007・輝く未来へ～　桜・舞・橋／桜ファンタジア』（初舞台）
- 2007年6月、高石アプラホール『Rhythm　&　Dance』
- 2007年6月、世界館『カウボーイズ』（アンディ、ジョアンナ役）
- 2007年7月、世界館『VIVA! OSK  煌く太陽　燃える情熱』
- 2007年10月、たけふ菊人形『越前ファンタジア　こしの都　夢と情熱と華の物語』
- 2007年11月、京都南座 レビューin KYOTO『源氏千年夢絵巻　ロマンス／シャイニングOSKベストセレクション』
- 2008年4月、大阪松竹座 春のおどり『お祝い道中～浪花ともあれ桜花爛漫／DreamStep』
- 2008年5月、そごう劇場『2つの星の物語』（アン役）
- 2008年7月、京都南座 レビュー in KYOTO II『源氏千年夢絵巻 輪舞曲 ～薫と浮船～／ミレニアム・ドリーム』
- 2008年10月、たけふ菊人形『越前に咲いた華～夢と幻想の物語　光源氏　紫式部絵巻～我が愛ゆえに　恋ゆえに～／カレードスコープ』
- 2008年11月、世界館『ダンディ』
- 2009年3月、大阪松竹座 春のおどり『桜彦翔る／RUN & RUN』
- 2009年6月、ABCホール『Blue amber～揺れる琥珀のように～』（ジュリオ役）
- 2009年7月、京都南座 レビュー in KYOTO III『さくら颱風　真夏の京も桜満開／DREAMS COME TRUE!』
- 2009年9月、世界館『STAR★MINE』（ボビー役）
- 2009年10月、umeda　AKASO『MAO TAKASE　Live in ”umedaAKASO”』
- 2010年4月、大阪松竹座 春のおどり『桜彦翔るII／JUMPING TOMORROW!!』
- 2010年7月、上海国際博覧会奈良ウィークステージショー『夢の旅人－NAKAMARO－』
- 2010年9月、ABCホール『総司恋歌～沖田総司の青春～』（加納新三郎役）
- 2010年10月、一心寺シアター倶楽『ダンディ』
- 2010年12月、大阪国際交流センター大ホール『女帝を愛した男～ポチョムキンとエカテリーナ』（ピョートル３世役）
- 2011年5月、一心寺シアター倶楽・金沢赤羽ホール『Burn The Passion』
- 2011年9月、三越劇場『桜NIPPON・踊るOSK！-Revue, the Classic-』
- 2011年10月～12月、オ・セイリュウOSKショー『トレジャー・ダンシング』 ＊初主演
- 2012年4月、大阪松竹座『レビュー春のおどり 桜舞う九重に／GLORIOUS OSK』
- 2012年7月、京都南座『レビュー in Kyoto　ラブ・メルヘン シンデレラパリ／グラン・ジュテ』
- 2012年9月、三越劇場・大丸心斎橋劇場『レビュー The JUJU』
- 2013年2月、なんばHatch『熱烈歌劇2013～歌劇のススメ～』
- 2013年4月、大阪松竹座・東京日生劇場『レビュー春のおどり 桜絵草紙／Catch a Chance Caych a Dream』
- 2013年5月～6月、オ・セイリュウOSKショー『Sparkling OSK』 ＊主演
- 2013年7月、京都南座『レビュー in Kyoto　Love Traveler／ネクステージ～夢を叶えるSong＆Dance～』
- 2013年9月、三越劇場・大丸心斎橋劇場『L'Arc-en-Ciel』
- 2013年11月、大丸心斎橋劇場『Gift』
- 2014年1月～3月、オ・セイリュウOSKショー『Sol. FANTASTICA』 ＊主演
- 2014年5月、8月、大阪松竹座・新橋演舞場『レビュー春のおどり　桜花抄／Au Soleil』
- 2014年7月、大丸心斎橋劇場『OSK Dramatic Theater　開演ベルは殺しのあとに』
- 2014年9月、先斗町歌舞練場『桜NIPPON 踊るOSK 2014　華綾とり／炎舞』
- 2014年9月、三越劇場『桜NIPPON 踊るOSK 2014　炎舞／SHOW×SHOW「CONNECTION」』
- 2014年11月、近鉄アート館『プリメール王国物語』クロード役
- 2015年2月、近鉄アート館『That's DANCIN'　Crystal passion～情熱の結晶～』
- 2015年2月、レビューカフェ『プリメール王国物語』
- 2015年4月、ドーンセンター『狸御殿』くも蔵役
- 2014年6月、大阪松竹座『レビュー春のおどり　浪花今昔門出賑／Stormy Weather』
- 2015年7月、近鉄アート館『プリメール王国物語』クロード・レオナード（役替わり）
- 2015年9月～11月、大丸心斎橋劇場・たけふ菊人形・上田市交流文化芸術センター『紅に燃ゆる～真田幸村 紅蓮の奏乱～』霧隠才蔵役
- 2015年11月、京都南座『レビュー in Kyoto　浪花今昔門出賑／Stormy Weather』
- 2016年1月～2月、ナレッジシアター・銀座博品館劇場『カンタレラ2016』フェルナンド３世役
- 2016年5月、7月、大阪松竹座・新橋演舞場『レビュー春のおどり　花の夢 恋は満開／Take the beat！』[7]
- 2016年5月～6月、銀座博品館劇場・おかやま未来ホール・近鉄アート館『紅に燃ゆる～真田幸村 紅蓮の奏乱～』霧隠才蔵役
- 2016年8月～9月、近鉄アート館・三越劇場『CRYSTAL PASSION 2016』
- 2016年11月～12月、近鉄アート館・銀座博品館劇場『ROMEO&JULIET』 ＊劇場公演初主演  [8][9]
- 2017年1～2月、レビューカフェ『INSPIRE』 ＊主演
- 2017年1～2月、近鉄アート館『REVUE JAPAN ～GEISHA＆SAMURAI～』
- 2017年3月、なら100年会館大ホール『紅に燃ゆる～真田幸村 紅蓮の奏乱～』霧隠才蔵役
- 2017年4月、近鉄アート館『Precious Stones JASPER』 ＊主演
- 2017年6月、8月～9月、大阪松竹座・新橋演舞場『レビュー春のおどり 桜鏡～夢幻義経譚～／Brilliant Wave～100年への鼓動～』[10]
- 2017年10月～11月、たけふ菊人形公演『第38回たけふレビュー～OSKシンフォニー～』 ＊主演
- 2018年2～3月、大丸心斎橋劇場・銀座博品館劇場『三銃士 La Seconde』アトス役
- 2018年5・7月、新橋演舞場『レビュー夏のおどり　桜ごよみ 夢草紙／One Step to Tomorrow!』[11]
- 2018年8～9月、近鉄アート館『My Dear～♥OSKミー＆マイガール♥～』ジョージ役 *特別出演
- 2017年10～11月、レビューカフェ『BRILLIANT MEMORY』 ＊主演
- 2018年12月～2019年1月、近鉄アート館／銀座博品館劇場『円卓の騎士』アーサー王役  ＊主演  [12]
- 2019年3・4月、近鉄アート館・クールジャパンパーク大阪『新撰組 コンチェルト～狂奏曲～』土方歳三役  *主演  [13]
- 2019年3・4月、新橋演舞場・大阪松竹座『レビュー春のおどり 春爛漫桐生祝祭／STORM of APPLAUSE』[14]
- 2019年7月、京都南座　OSK SAKURA REVUE『歌劇 海神別荘』僧都役 [15]
- 2019年7月、京都南座　OSK SAKURA NIGHT『夢見ていよう』 *特別出演
- 2019年9月～11月、DAIHATSU 心斎橋角座『PRECIOUS STONES(楊 琳）』*主演
- 2019年12月・2020年1月、ABCホール・銀座博品館劇場『天使の歌が聞こえる』ロバート役
- 2020年2月、近鉄アート館『愛と死のローマ～シーザーとクレオパトラ～』ユリウス・カエサル *主演（2月29日～3月3日 コロナウイルス対策により中止）[16]
- 2020年4月・5月、大阪松竹座・新橋演舞場『レビュー春のおどり』（公演中止）
- 2020年7月、京都南座『OSK SUMMER SPECIAL 2020』（公演中止）
- 2020年11月、大阪松竹座「OSKだよ全員集合！ Memorial Show & Premium Talk」
- 2020年12月、近鉄アート館『愛と死のローマ～シーザーとクレオパトラ～』ユリウス・カエサル *主演 [17]
- 2021年1月・3月、大阪松竹座・新橋演舞場『レビュー春のおどり ツクヨミ／Victoria!』[18]

### トップスター就任後
- 2021年6月・8月、大阪松竹座・新橋演舞場『レビュー夏のおどり STARt』[19]
- 2021年10月～11月、越前市文化センター『たけふレビュー　Be The Spark!～輝く未来に～』
- 2022年1月、大阪松竹座『劇団創立１００周年記念式典』[20]
- 2022年2月・3月、大阪松竹座・新橋演舞場『劇団創立100周年記念「レビュー春のおどり 光／INFINITY」』（2月5日～13日 公演中止）[21]
- 2022年7月、京都南座『劇団創立100周年記念 南座「レビューin Kyoto ミュージカルロマン 陰陽師／INFINITY」』安倍晴明役 [22]
- 2022年9月、中之島中央公会堂『創立100周年記念コンサート』
- 2022年11月、近鉄アート館『五右衛門』石川五右衛門役
- 2023年2月、大阪松竹座・新橋演舞場『レビュー春のおどり ミュージカルアクト レ・フェスティバル／未来への扉～Go to Future～』[23]
- 2023年7月、クールジャパンパーク大阪TTホール『レビュー Road to 2025!! 春・夏・秋・冬／HEAT!!』[24]
- 2023年11月、京都南座『レビュー in Kyoto Go to the future ～京都から未来へ！～』[25][26]
- 2024年2月、扇町ミュージアムキューブ『大阪ラプソディ』 [27]
- 2024年4月、大阪松竹座『レビュー春のおどり 春楊桜錦絵／BAILA BAILA BAILA』  *退団公演[28][29]
- 2024年7月、京都南座『レビュー in Kyoto BAILA BAILA BAILA 南座バージョン』  *退団公演[30][31]
- 2024年7月、浅草花劇場『楊琳・舞美りら メモリアルステージ in浅草』 [32]
- 2024年8月、新橋演舞場『レビュー 夏のおどり』 *退団公演 [33][34]

### OSK Revue Cafe in Brooklyn Parlor OSAKA
- 2020年8月～11月、『楊琳スペシャルライブ』無観客ライブ配信、10月から有観客でライブ
- 2020年8月、『BPまつり楊琳』
- 2021年4月、『楊琳 Celebration Party』
- 2021年4月、『楊琳スペシャルライブ』
- 2022年4月～5月、『楊琳 SPECIAL SHOW GENTLEMAN』
- 2022年8月～9月、『楊琳スペシャルショー』
- 2023年4月～5月、『楊琳スペシャルショーTwinkle』
- 2023年9月、『楊琳スペシャルショーTwinkle』
- 2024年5月～6月、『楊琳・舞美りら メモリアルステージ』 [35]

### その他、ライブ・イベント（トップスター就任後）
- 2021年12月、中之島フェスティバルホール『大阪文化芸術祭～That's Entertainment of OSAKA～』
- 2022年1月、大阪松竹座『OSK日本歌劇団創立100周年記念式典』
- 2022年6月、ぐるっと関西おひるまえ（2022年6月24日、NHK大阪）[36]
- 2022年7月、戎橋南東側特設ステージ『道頓堀川万灯祭 2022』
- 2022年10月、越前市文化センター『楊琳＆越前市長　スペシャルトークイベント』
- 2023年3月、なんばパークス『wakupaku Live Kitchen』
- 2023年3月、千日亭『上方文化講座「OSKの世界」ゲストトーク＆座談会』
- 2023年4月、郷の音ホール野外ステージ『さんだ桜まつり』
- 2023年4月、幕張メッセ『「ニコニコ超会議」超時空劇場（ショー）』[37]
- 2023年10月、ぐるっと関西おひるまえ（2023年10月19日、NHK）[38]
- 2023年11月、京都四條南座正面玄関『一日東山消防署長』（2023年11月8日）[39][40]
- 2024年1月、今宮戎神社 宝恵駕行列（2024年1月10日、とんぼりリバーウォーク～今宮戎神社）[41][42]
- 2024年2月、『アキナのぶっちゃけていいんじゃないの』（2024年2月5日、eo光チャンネル） [43]
- 2024年3月、連続テレビ小説「ブギウギ」第25週（3/18～の週、NHK）  [44][45]
- 2024年4月、「ニコニコ超会議2024」超松竹ラボ（2024年4月27日、幕張メッセ）[46][47]
- 2024年5月、『やさしいニュース』（2024年5月15日、テレビ大阪）[48][49]
- 2024年6月、読売ファミリー主催イベント『「レビュー in Kyoto」南座ラストステージ　記念トークショー』（2024年6月30日、ギャラリーよみうり）[50]
- 2024年8月、『楊琳・舞美りらフェアウェルパーティー』（2024年8月17日、SPACE14）[51]